# 2004年夏季残疾人奥林匹克运动会萨摩亚代表团
2004年夏季残疾人奥林匹克运动会萨摩亚代表团是萨摩亚派出的2004年夏季残疾人奥林匹克运动会代表团。未获得奖牌。